# Bernhard von Hagen
Bernhard von Hagen (* in Geseke; † 3. Oktober 1556 in Köln) war Priester und Generalvikar in Köln.

## Leben
Immatrikulation an der Universität in Köln an der Fakultät der freien Künste und zeitgleicher Eintritt in die Montanerburse am 3. Oktober 1503. Ende 1504 erwarb er dort den akademischen Grad des Baccalaureus und wurde 1505 Pfarrer in der Stadtkirche St. Petri in Geseke. Anfang des Jahres 1506 wurde Bernhard Licentiat sowie Magister der freien Künste und wandte sich danach dem juristischen Studium zu. 1513 erwarb er auch in diesem Fach den Grad des Baccalaureus, außerdem den Grad des Licentiats und 1516 einen Doktor im kaiserlichen Recht. Seit 1517 Professor und ab 1518 Dekan der juristischen Fakultät der Universität Köln und zugleich Domherr in Köln, berief ihn Erzbischof Hermann V. von Wied 1518 zum Generalvikar, als welcher er bis 1526 bezeugt ist, und zum Sigillifer am Erzbischöflichen Offizialat. Ab 1526 ist er als Kanzler des Erzbischofs aufgeführt. Bis 1526 gehört Bernhard dem Professorenkollegium der Universität an.
Bernhard von Hagen war um eine Reform innerhalb der Kirche bemüht und kämpfte gemeinsam mit dem Domherren und Kardinal Johannes Gropper gegen die Protestantisierungsversuche des Erzstiftes durch den Erzbischof Hermann V. von Wied.
Sein Vermögen vermachte er seinem Neffen Konrad Orth, ebenfalls Domherr zu Köln. Dieser wiederum rief damit eine Studienstiftung ins Leben.

## Grabschrift
Bernhard wurde im Dom zu Köln, am ersten Pfeiler des südlichen Kirchenschiffs, begraben. Das Epitaphium wurde während der französischen Revolution zerstört. Lediglich die Grabschrift wurde weitergegeben:
| Ab Hagen Eximium Bernardum candida Pellus. Sed hujus exortium Westphalia terra dedit. Cuius in cgregio fuit inclyta corpore virtus. Integritas fidei non violata sacrae. O lugenda Dies atro nutanda Capillo. Qua fera mors tantum Sustulit orbe decus. Praepositus ad Andream, nec non Metropolitanae Ecclesiae Coloniensis Presbyter Canonicus, et Serenisimi Coloniensis Cancellarius. | Bernhard den Edlen vom Hagen nimmt auf die himmlische Heimat, Während des Vaters Haus stand im westfälischen Gau. Ragend an Körper, beseelt von herrlicher Tugend, so hat er sich uns unversehrt heiligen Glauben bewahrt. Klagenswert ist der Tag, und mit schwarzer Farbe zu zeichnen: Grausamer Tod hat der Welt solch eine Zierde geraubt! |